# Ribnica na Pohorju község
Ribnica na Pohorju község (szlovén nyelven Občina Ribnica na Pohorju) Szlovénia 212 alapfokú közigazgatási egységének, azaz községének egyike a Koroška statisztikai régióban. Adminisztratív központja Ribnica na Pohorju város. A községet 1998-ben hozták létre. Területe a történelmi szlovén Sájerország (Štajersko) régióhoz tartozott.

## A községhez tartozó települések
A községhez Ribnica na Pohorju székhelyen kívül a következő települések tartoznak:
- Hudi Kot
- Josipdol
- Zgornja Orlica
- Zgornji Janževski Vrh
- Zgornji Lehen na Pohorju

## Népesség
| Lakosok száma | 1245 | 1246 | 1219 | 1204 | 1188 | 1184 | 1178 | 1182 | 1125 | 1127 |
|               | 2008 | 2009 | 2011 | 2012 | 2013 | 2015 | 2016 | 2017 | 2019 | 2020 |